# Helimission

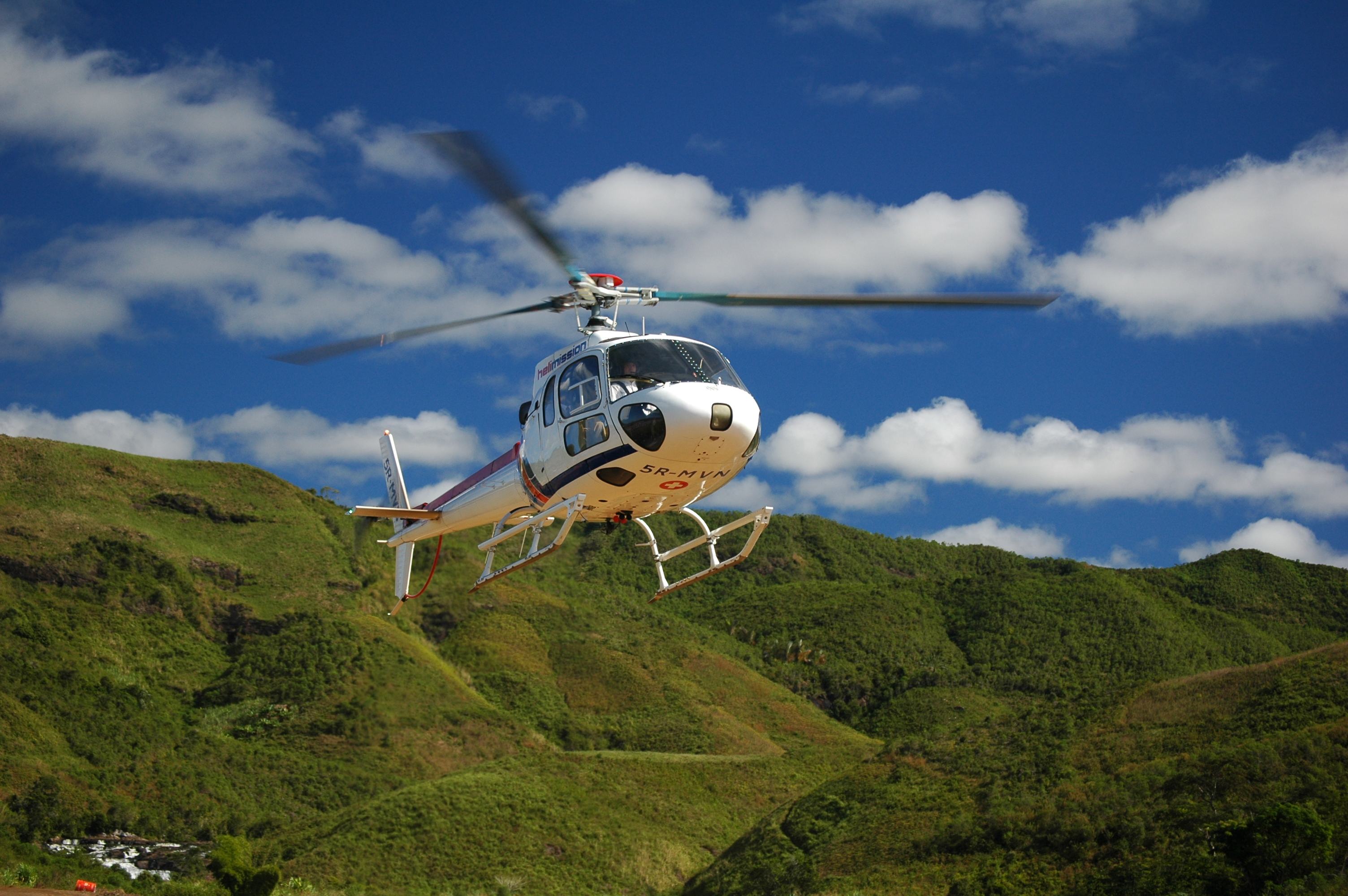
Eurocopter AS 350 der Helimission

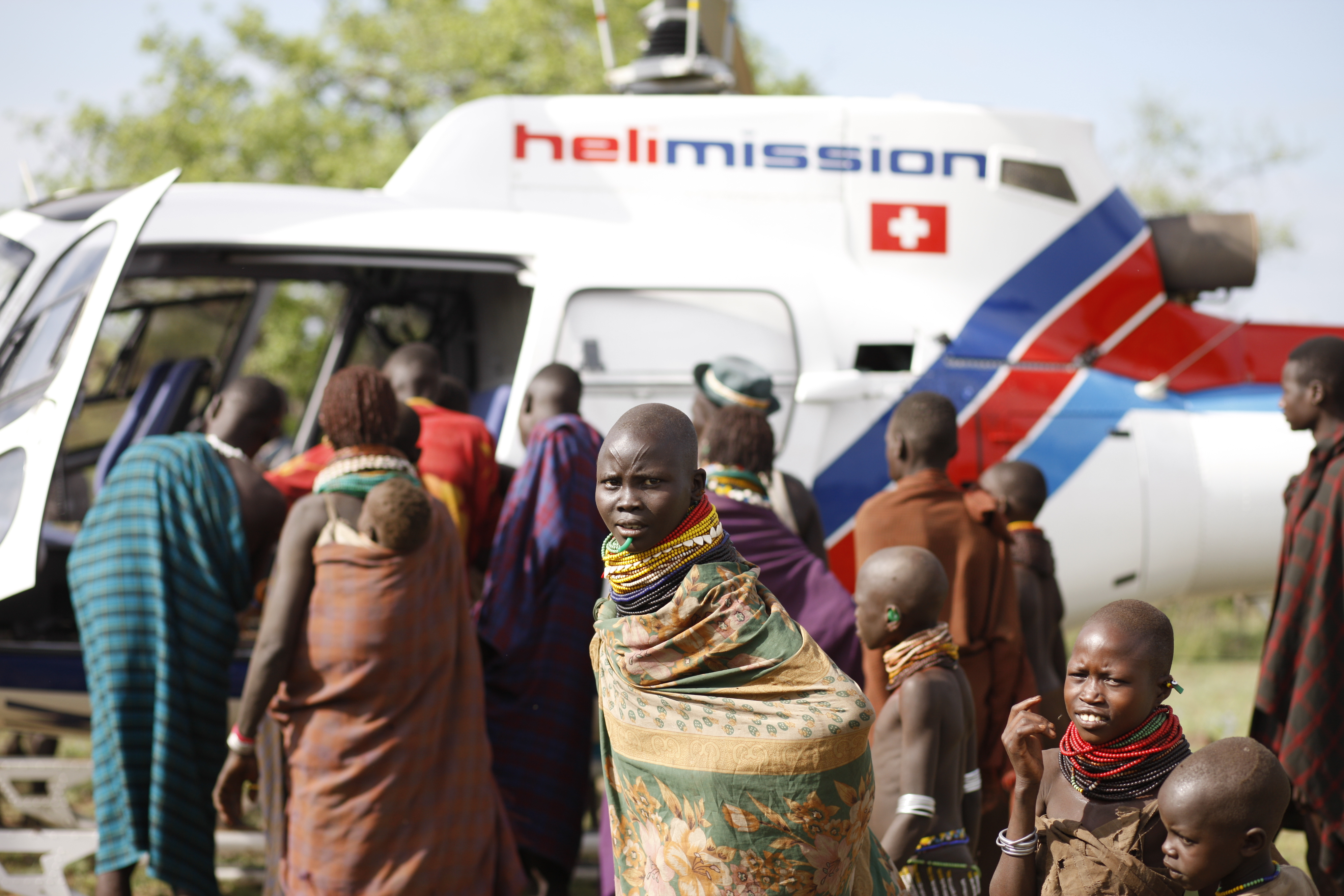
MedEvac in Äthiopien

Die Helimission ist eine Nichtregierungsorganisation mit Hauptsitz in der Schweiz. Das Ziel und der Zweck der Helimission ist die Hilfeleistung an Menschen in abgelegenen, schwer zugänglichen Gebieten und zwar im sozialen, medizinischen und geistlichen Bereich. Die Helimission ist überkonfessionell und hilft den Notleidenden ohne Rücksicht auf ihre Religionszugehörigkeit. Sie stellt ihre Luftfahrzeuge auch anderen Hilfsorganisationen zur Verfügung.
Die Helimission ist in den Ländern Madagaskar und Indonesien permanent im Einsatz. Weitere Einsatzländer sind in Abklärung.

## Geschichte
Ernst Tanner, geboren im Jahr 1927 in Winterthur, Schweiz, besuchte die Kunstschulen in Bern, Amsterdam, Philadelphia und Woodstock in den USA. 1948 emigrierte er in die USA. Nach seiner Rekrutenschule in der Luftwaffe in den USA absolvierte er ein Theologiestudium und wurde 1955 zum Pastor ordiniert.
Später kehrte er wieder nach Europa zurück. Im Jahr 1957 heiratete er seine Frau Hedi. Mit ihr zusammen betreute er mehrere Gemeinden in der Schweiz und Deutschland und sie boten Kinderlager in Trogen an.
Sein grosses Interesse an den noch unerreichten Volksstämmen führte ihn schliesslich Ende der 1960er Jahre zu Pionierreisen durch unerforschte Gebiete Afrikas. Zu Fuss marschierte er durch tiefe Urwälder. Beeindruckt von der Helikoptertechnik im Vietnamkrieg wuchs in seinem Herzen der Wunsch, dieses Fluggerät zur Hilfe an notleidenden Menschen und zur Verbreitung des Evangeliums einzusetzen und nicht zur Zerstörung. 
Im Jahr 1971 erwarb er den Helikopter-Flugschein und gründete die Stiftung Helimission, die heute durch seinen Sohn Simon Tanner geleitet wird. 1972 leistete Ernst Tanner seinen ersten Helikoptereinsatz. Er flog mit einem kleinen Helikopter von der Schweiz nach Kamerun, überflog dabei die Sahara und stellte ungewollt einen Weltrekord auf: er war der erste Mensch, der in einem Helikopter die Sahara überflog.

## Zweck
„Die Stiftung hat den Zweck, durch Erwerb, Miete und Charterung von Helikoptern oder Leichtflugzeugen der leidenden Bevölkerung in entlegenen Gebieten Hilfe an Leib und Seele zu bringen. Hervorgehoben werden dabei vor allem Einsätze in den Dürregebieten, die vermehrt von Hungersnöten heimgesucht werden. Helimission transportiert Lebensmittel, Medizin, ärztliches und pflegerisches Fachpersonal, Baumaterialien für Krankenhäuser im Busch und gelegentlich auch Tierärztinnen oder -ärzte mit ihren Ausrüstungen. Sehr oft fliegen sie Regierungsleute im Rahmen der Entwicklungshilfe. Bei all diesen Einsätzen ist die Stiftung von der Zielsetzung bestimmt, die Liebe Gottes nicht nur in Wort, sondern auch in der Tat den Menschen zu demonstrieren und die Verkündigung und Ausbreitung des Evangeliums in schwer zugänglichen, unerschlossenen und gefährlichen Gebieten zu ermöglichen. Wo immer es gegeben ist, fliegen Pastoren und Missionare mit, um den zweckbestimmten Einsatz zu gewährleisten.“

## Schwerpunkte
Die Helimission hat zwei Schwerpunkte:

### Langzeiteinsätze in abgelegenen Gebieten
Zurzeit führt die Helimission 2 Helikopterbasen: auf der indonesischen Insel Papua sowie auf Madagaskar.
Von ihren Basen aus unterstützt sie die lokalen Missionsorganisationen im Busch, in dem sie Versorgungsflüge für sie durchführt. Ausserdem transportieren die Helikopter Baumaterial, Medikamente und medizinische Einrichtungen und ermöglichen die Versorgung sowie den Unterhalt von Buschspitälern.
Im Weiteren fliegen sie medizinisches Personal für die Behandlung der Einheimischen in abgelegene Gebiete.
Viele Flüge dienen der Rettung von Notfallpatienten und Unfallopfern.

### SOS-Einsätze in Katastrophengebieten
Bei überraschend auftretenden Ereignissen, wie Naturkatastrophen, Hungersnöten, Flüchtlingselend usw. leistet die Helimission in Zusammenarbeit mit anderen Hilfsorganisationen rasche SOS-Hilfe an die Bevölkerung der betroffenen Gebiete. Die Helikopter flogen Einsätze bei Dürrekatastrophen und Überschwemmungen in Äthiopien und im Sudan, nach Wirbelstürmen in Madagaskar, nach dem Tsunami im Indischen Ozean, nach den schweren Erdbeben auf Haiti oder nach einigen Taifunen in den Philippinen, nur um einige zu nennen.

## Finanzierung
Die Helimission wird durch Spenden finanziert. Katastropheneinsätze und Krankentransporte sind in der Regel für die Nutzer kostenfrei. Die Unterhaltskosten der Helikopter trägt die Stiftung. Piloten und Mechaniker leisten ihre Arbeit ohne Entlöhnung durch die Stiftung.

## Flotte
Im Jahr 1971 erwarben Ernst und Hedi Tanner ihren ersten Helikopter, eine Bell 47J. Derzeit (Stand: Februar 2024) umfasst die Flotte sieben Helikopter.

## Kooperation
Die Helimission arbeitet mit Hilfsorganisationen wie IKRK, UNHCR, Médecins sans Frontières (MSF), Humedica, Schweizerisches Katastrophenhilfekorps, Oxfam, Deutsches Technisches Hilfswerk (THW), CARE, TearFund Schweiz, Save the Children und anderen zusammen.

## Helimission international
1986 wurde in Singen der Helimission Deutschland e. V. gegründet. Heute hat er seinen Sitz in Kressbronn am Bodensee.
Weitere Niederlassungen der Helimission gibt es in Indonesien, Kanada und den USA.